# 광시중학교
광시중학교(光時中學校)는 대한민국 충청남도 예산군 광시면 하장대리에 있는 사립 중학교이다.

## 학교 연혁
- 1965년 3월 9일 : 광시 삼육중학교 설립인가
- 1966년 3월 30일 : 광시 삼육중학교 개교
- 1971년 11월 22일 : 학교법인 “대흥학원” 에서 인수
- 1971년 12월 1일 : “광시중학교” 로 교명변경
- 1985년 ~ 1993년 : 교사 신축 15실
- 2004년 12월 31일 : 급식실 신축
- 2011년 11월 17일 : 체력단련실 설치
- 2016년 10월 17일 : 육광심 이사장 취임
- 2022년 3월 1일 : 제11대 신대섭 교장 취임
- 2024년 1월 5일 : 제56회 졸업식(졸업생 총수 5,214명)
- 2024년 3월 4일 : 2024학년도 신입생 입학(5명)

## 참고 자료
- 광시중학교 - 한국교육학술정보원 학교알리미